# Diocesi di Basilea

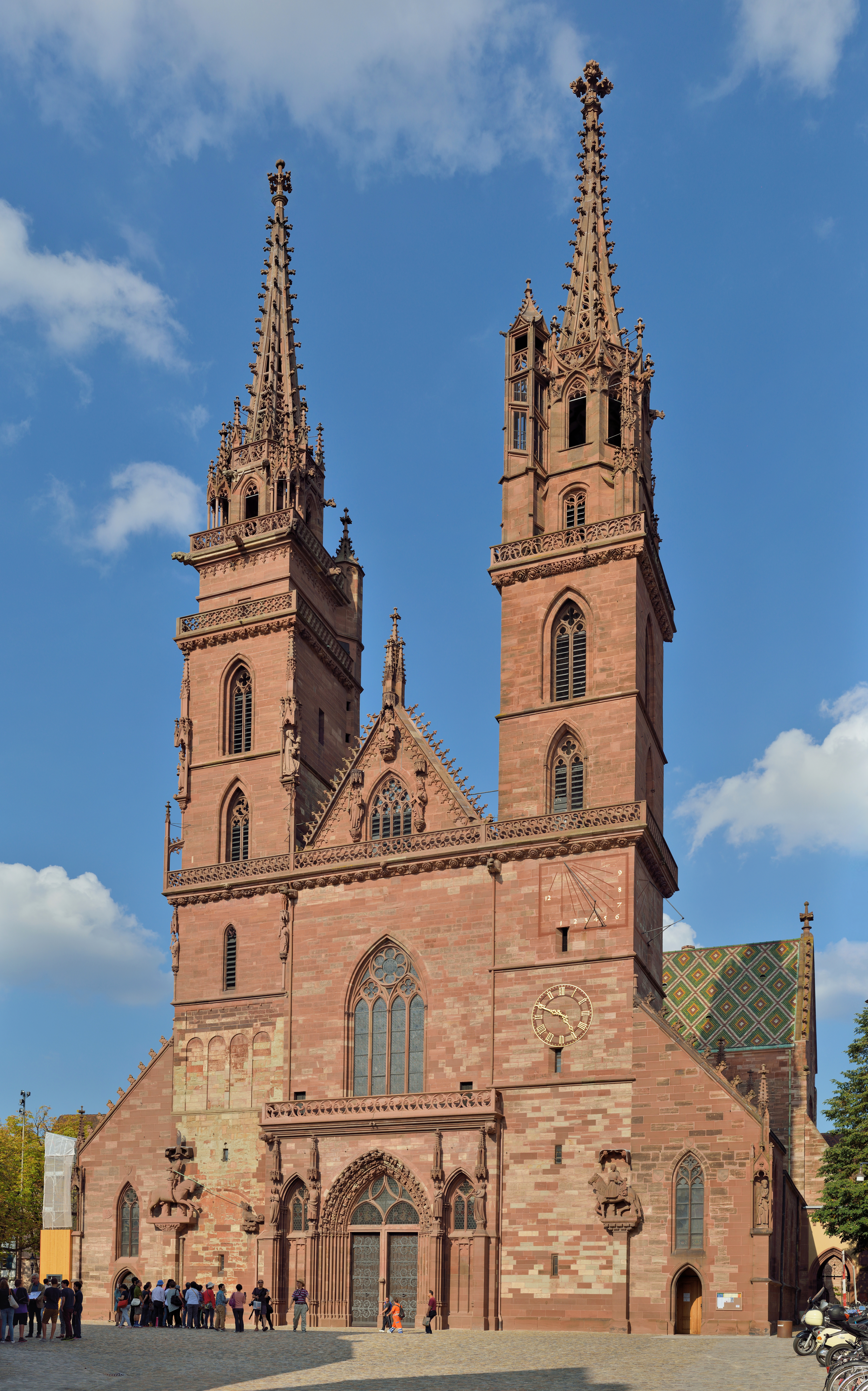
La Basler Münster, che fu cattedrale della diocesi fino alla riforma protestante nel XVI secolo.

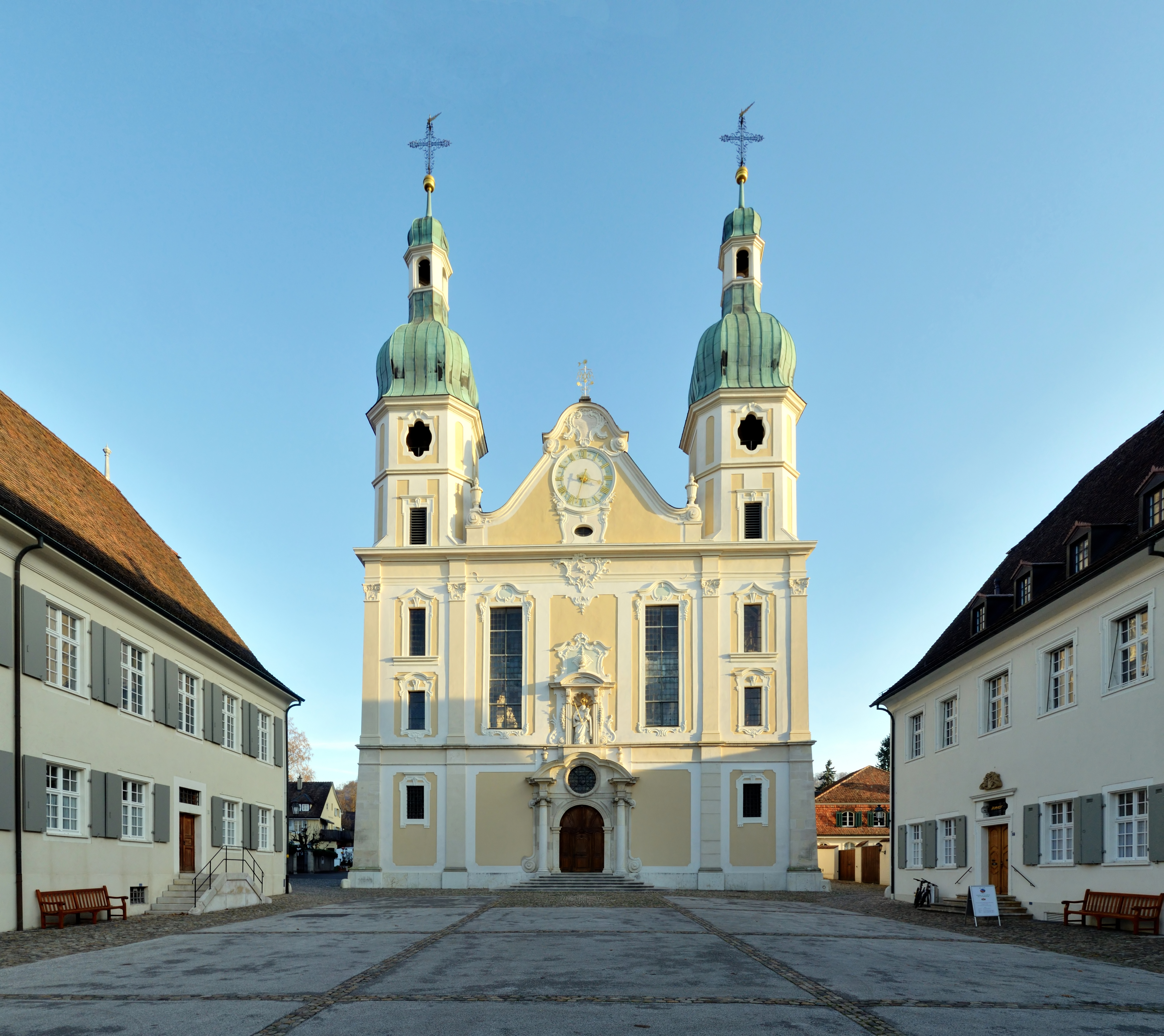
La chiesa di Arlesheim, che fu cattedrale della diocesi dal 1678 al 1792.

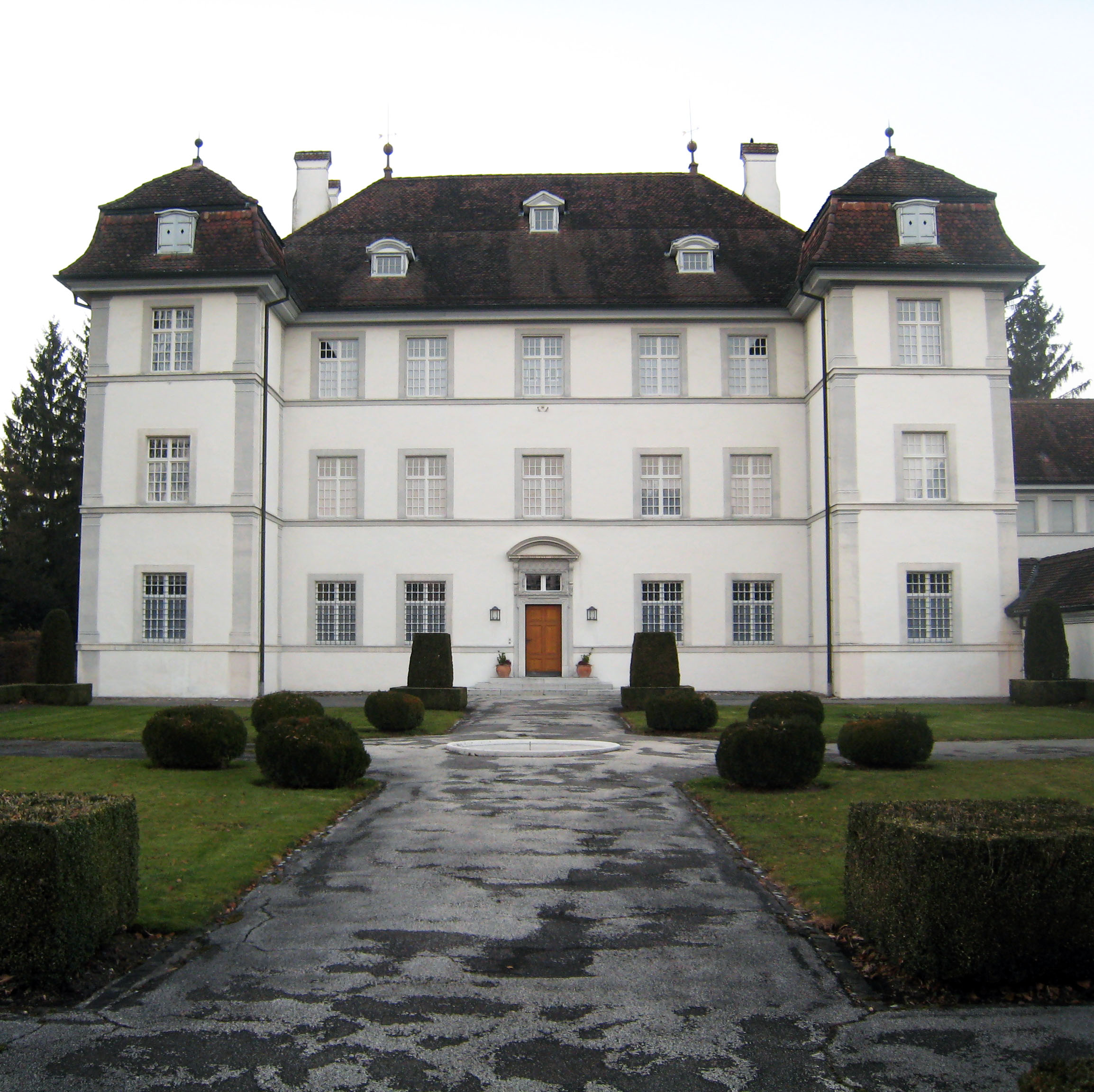
La residenza vescovile a Soletta.

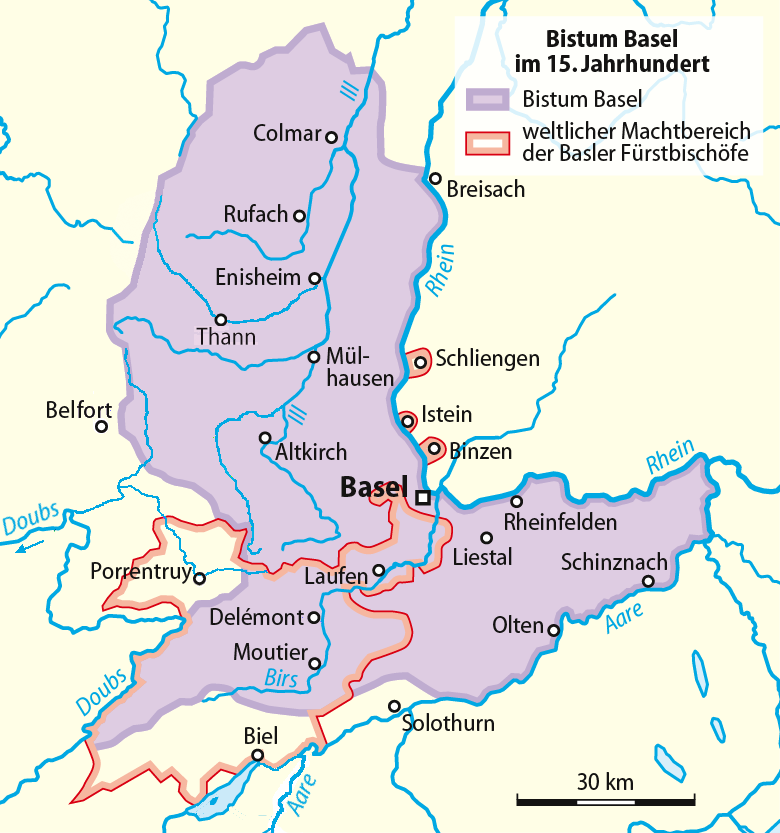
Mappa della diocesi (colore viola) e del principato vescovile (linea rossa) nel XV secolo.

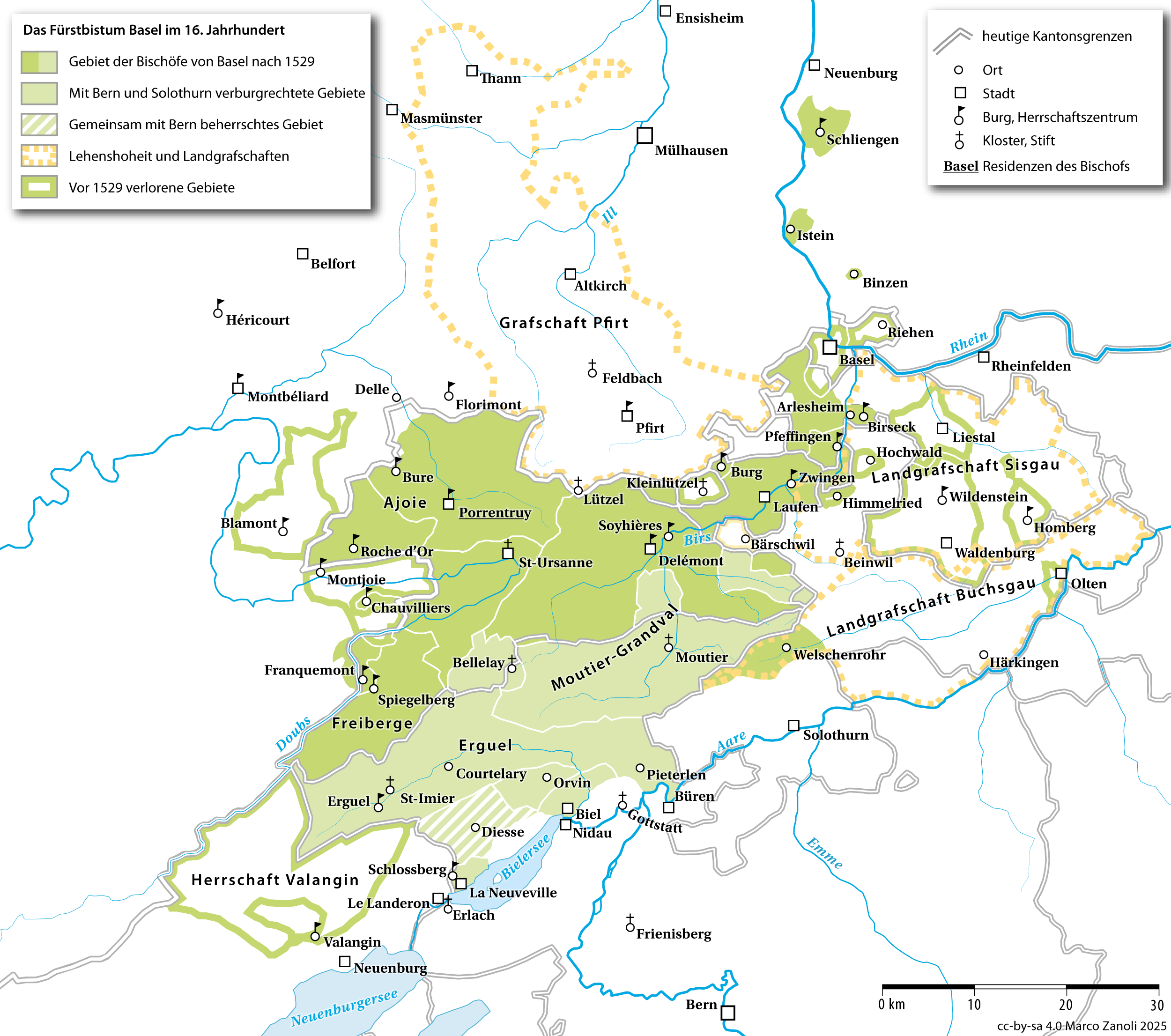
Mappa del principato vescovile di Basilea nel XVI secolo.

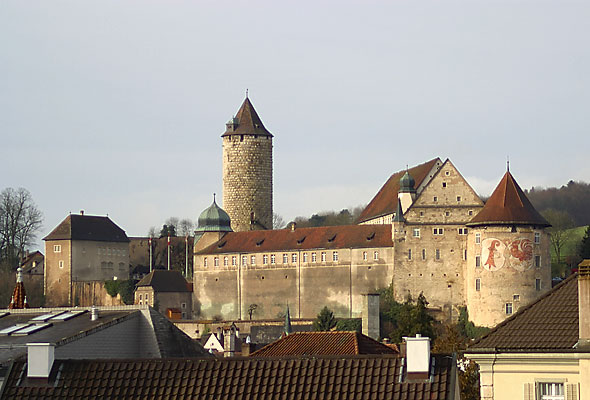
Il castello di Porrentruy, che fu la residenza dei principi-vescovi di Basilea dal 1528 al 1792. Dal punto di vista strettamente ecclesiastico, la regione di Porrentruy era parte dell'arcidiocesi di Besançon fino al 1779.

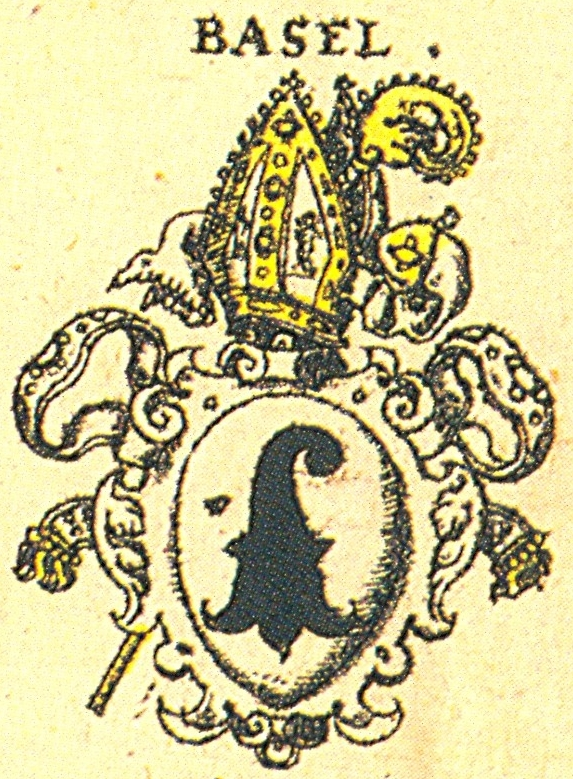
Antico stemma della diocesi. Secondo Li sovrani del mondo, tomo primo, Venezia, 1720, p. 238, esso rappresentava, a seconda delle fonti, un manico o di bordone di pellegrino o di pastorale nero di vescovo, confondendosi dunque con lo stemma comunale.

La diocesi di Basilea (in latino Dioecesis Basileensis) è una sede della Chiesa cattolica in Svizzera immediatamente soggetta alla Santa Sede. Nel 2023 contava 1.013.770 battezzati su 3.472.500 abitanti. È retta dal vescovo Felix Gmür.
In virtù della convenzione del 26 marzo 1828, al capitolo dei canonici della cattedrale è concesso il diritto di eleggere il vescovo, scelto fra il clero della diocesi, che in seguito riceve la nomina formale e canonica della Santa Sede.

## Territorio
La diocesi comprende i cantoni Argovia, Basilea Campagna, Basilea Città, Berna, Giura, Lucerna, Sciaffusa, Soletta, Turgovia e Zugo, nella Svizzera centrale e settentrionale.
La residenza vescovile è a Soletta, dove si trova la cattedrale dei Santi Orso e Vittore. A Basilea si trova l'ex cattedrale di Santa Maria, oggi chiesa protestante. Ad Arlesheim, che fu residenza vescovile dal 1678 al 1828, sorge l'ex cattedrale di Nostra Signora.
Il territorio si estende su 12.569 km² ed è suddiviso in 483 parrocchie, raggruppate in tre regioni pastorali e 34 decanati:
- regione Sant'Orso (cantoni Argovia, Basilea Campagna e Basilea Città), con i decanati di Aarau, Baden-Wettingen, Brugg, Freiamt, Fricktal, Zurzach, Birstal, Laufental, Leimental, Liestal e Basilea città;
- regione Santa Verena (cantoni Berna, Giura e Soletta), con i decanati di Berna Mittelland, Berna Oberland, regione di Berna, Giura bernese, Ajoie-Clos du Doubs, Delémont- Franches-Montagnes, Buchsgau, Dorneck-Thierstein, Olten-Niederamt e Soletta;
- regione San Vittore (cantoni Lucerna, Sciaffusa, Turgovia e Zugo), con i decanati di Entlebuch, Hochdorf, Lucerna-Habsburg, Lucerna-Pilatus, Lucerna città, Sursee, Willisau, Schaffhausen, Arbon, Bischofszell, Fischingen, Frauenfeld-Steckborn e Zug.

## Storia
Augusta Raurica era un'antica città romana, corrispondente all'odierna Augst, principale centro del popolo dei Raurici. Distrutta dagli Alemanni attorno al 260, fu ricostruita (Castrum Rauracense, oggi Kaiseraugst), ma perse pian piano la sua importanza a favore di una vicina fortezza, nota dal 374 con il nome di Basilia. Il territorio faceva parte della provincia romana della Maxima Sequanorum, come documentato dalla Notitia Galliarum dell'inizio del V secolo.
Non si conoscono con esattezza le origini del cristianesimo nella regione. Di certo un episcopus Rauricorum, Giustiniano, firmò gli atti dello pseudo concilio di Colonia del 346 e ci sono motivi per credere che risiedesse ad Augst.
In seguito la sede vescovile fu trasferita a Basilea, come risulta dal successivo vescovo documentato, all'inizio del VII secolo, Ragnachario, già monaco dell'abbazia di Luxeuil, noto come episcopus Augustanae et Basiliae. Originariamente Basilea era suffraganea dell'arcidiocesi di Besançon.
Nel 999 l'ultimo re di Borgogna, Rodolfo III, donò al vescovo Adalberone II l'abbazia di Moutier-Grandval con tutte le sue proprietà, dapprima appartenenti all'abbazia di Luxeuil. Questa donazione fu alla base della nascita del principato vescovile di Basilea, su cui i vescovi esercitarono il loro potere temporale. La fedeltà dei vescovi all'imperatore nella lotta per le investiture favorì lo sviluppo e l'ingrandimento dei territori del principato, che solo in minima parte coincidevano con quelli della diocesi, e che comprendeva territori che, dal punto di vista spirituale, dipendevano dall'arcidiocesi di Besançon e dalle diocesi di Costanza e di Losanna. Capitale del principato era la città di Basilea che si affrancò dall'autorità politica del vescovo nel 1501; nel 1528 fu trasferita a Porrentruy.
La primitiva cattedrale, distrutta da un'incursione degli Ungari nel 917, fu ricostruita con l'aiuto dell'imperatore Enrico II e consacrata da Adalberone II nel 1019 e dedicata alla Beata Vergine Maria. Distrutta da un terremoto nel 1356 venne ricostruita dal vescovo Johann von Munsingen, che la consacrò nel 1363. Fu il punto di riferimento iniziale del Concilio di Basilea, Ferrara e Firenze. Dopo che il concilio era stato trasferito a Ferrara, sulla piazza della cattedrale Amedeo VIII di Savoia venne eletto come antipapa il 24 luglio 1440.
La prima menzione dell'esistenza del capitolo della cattedrale risale all'830 circa; la vita comunitaria dei canonici fu abbandonata ne XII secolo; nel secolo successivo essi ottennero il diritto esclusivo di eleggere i vescovi, diritto che fino a quel momento era detenuto dall'imperatore.
All'inizio del XVI secolo la diocesi comprendeva l'Alta Alsazia (nell'odierna Francia, tra cui le città di Mulhouse e Colmar) e la regione nord-ovest della Svizzera delimitata all'incirca dai fiumi Reno e Aar con esclusione del lago di Bienne. Le oltre 470 parrocchie erano articolate in 11 decanati: in territorio svizzero i decanati di Fricksgau, Sisgau, Buchsgau, Salsgau, Elsgau e Leimental; in territorio alsaziano i decanati di Citra Rhenum, Inter colles, Citra Otensbühel, Ultra Otensbühel e Sundgau. Confinava a nord con la diocesi di Strasburgo, ad est e a sud-est con la diocesi di Costanza, a sud-ovest con la diocesi di Losanna e ad ovest con l'arcidiocesi di Besançon e la diocesi di Toul.
Con la riforma protestante la città di Basilea aderì alla nuova confessione; nel 1528 il culto cattolico fu vietato in tutta la città; in seguito la maggior parte delle parrocchie dei decanati di Sisgau, Fricksgau, Salsgau e Buchsgau divennero protestanti. Il vescovo Philipp von Gundelsheim si ritirò nel suo castello di Porrentruy, dove i suoi successori rimasero fino alla fine del Settecento benché, dal punto di vista spirituale, facesse parte dell'arcidiocesi di Besançon. Il capitolo della cattedrale invece si rifugiò a Friburgo in Brisgovia, dove rimase fino al 1678, quando si trasferì ad Arlesheim (decanato di Leimental), dove fece costruire una nuova cattedrale.
Il primo tentativo di fondazione di un seminario diocesano fu opera del vescovo Jakob Christoph Blarer, che lo istituì a Porrentruy nel 1606. Tuttavia non ebbe successo, perché nella seconda metà del secolo non si hanno più sue notizie. All'inizio del XVIII secolo, nel 1716, fu istituito un secondo seminario, sempre a Porrentruy, grazie al vescovo Johann Konrad von Reinach, che lo affidò alle cure dei Gesuiti. Il seminario di Basilea, chiuso nel 1836, fu riaperto a Soletta nel 1860 e, dopo una nuova chiusura a causa del Kulturkampf, nuovamente aperto a Lucerna nel 1878.
Nel 1779 il vescovo Ludwig von Wangen cedette all'arcidiocesi di Besançon 29 parrocchie del decanato di Sundgau, ed in cambio ottenne per la sua diocesi 20 parrocchie, comprensive della città e del territorio di Porrentruy, che già facevano parte del principato vescovile. Questo atto fu approvato da papa Pio VI nel 1780.
L'insorgere della rivoluzione francese segnò la fine dell'antica diocesi. Il vescovo ausiliare per l'Alta Alsazia, Joseph Gobel, aderì alla costituzione civile del clero e fu nominato arcivescovo costituzionale di Parigi; nel 1792 il vescovo Roggenbach dovette fuggire da Porrentruy e rifugiarsi a Bienne. Nel territorio della diocesi furono istituiti i dipartimenti dell'Alto Reno e del Monte Terribile, dove grande fu la persecuzione contro il clero refrattario (circa 600 preti), che preferì fuggire.
Come conseguenza del concordato del 1801 fra Santa Sede e Napoleone, tutto il territorio francese dell'antica diocesi entrò a far parte della diocesi di Strasburgo. In questo modo Basilea perse la maggior parte dei suoi fedeli cattolici e al vescovo Franz Xaver von Neveu non rimasero che alcune parrocchie cattoliche in territorio svizzero. Inseguito dai rivoluzionari che nel frattempo avevano trasformato a loro immagine anche i cantoni svizzeri, Neveu aveva già preferito ritirarsi a Offenburg in Germania, dove rimase fino alla morte, lasciando l'amministrazione della diocesi al suo coadiutore, Glutz, e poi al provicario di Bilieux.
In forza della convenzione fra la Santa Sede e alcuni cantoni svizzeri del 26 marzo 1828, papa Leone XII pubblicò, il 7 maggio successivo, la bolla Inter praecipua, con la quale veniva istituita la nuova diocesi di Basilea, immediatamente soggetta alla Santa Sede, con sede a Soletta, dove fu eretta in cattedrale la collegiata dei Santi Orso e Vittore. Inizialmente la diocesi comprendeva i cantoni di Lucerna, di Soletta, di Zugo e parte di quello di Berna. Nei mesi successivi aderirono alla convenzione anche i cantoni di Argovia, di Turgovia e il futuro cantone di Basilea Campagna, le cui annessioni alla diocesi di Basilea furono approvate da Roma il 30 marzo 1830. Nel 1864 anche la restante parte del cantone Berna entrò a far parte della diocesi. La nuova diocesi di Basilea comprese la maggior parte dei territori svizzeri dell'antica diocesi di Costanza.
Il 7 settembre 1888, in forza della bolla Ad universam catholicam di papa Leone XIII, alla diocesi di Basilea fu unita aeque principaliter la diocesi di Lugano; tuttavia, per speciale disposizione pontificia, i vescovi di Basilea non esercitavano alcun tipo di giurisdizione sulla sede ticinese, che era governata direttamente da un amministratore apostolico nominato dalla Santa Sede. Questa particolare situazione giuridica durò fino all'8 maggio 1971, quando in forza della bolla Paroecialis et Collegialis ebbe termine l'unione formale delle due diocesi e la sede di Lugano ebbe un proprio vescovo pleno iure.
Nel 1978 aderirono alla convenzione del 1828 e dunque entrarono a far parte della diocesi di Basilea anche i territori dei cantoni di Basilea Città e di Sciaffusa. Quest'ultimo già dal 1858 era dato in amministrazione ai vescovi di Basilea.
Il 26 luglio 2023 papa Francesco ha rinnovato alcuni privilegi, già concessi da papa Pio XI nel 1926 al governo del Canton Lucerna, ossia la nomina dei prevosti e dei canonici dei monasteri collegiati di San Michele a Beromünster e di San Leodegario a Lucerna, nonché il prefetto della chiesa dei Gesuiti a Lucerna e il parroco di Sant'Urbano.

## Cronotassi dei vescovi
Si omettono i periodi di sede vacante non superiori ai 2 anni o non storicamente accertati.
- Giustiniano episcopus Rauricorum † (menzionato nel 346)
- San Pantalo ? † (V secolo)
- San Ragnachario † (inizio del VII secolo)
- Walaus † (contemporaneo di papa Gregorio III)
- Baldeberto † (circa 749 o 751 - 762 deceduto)
- Waldo, O.S.B. † (? - circa 805 dimesso)
- Heito † (806 - 823 dimesso)
- Udalrico I † (21 dicembre 823 - 26 maggio circa 835 deceduto)
- Wicardo I † (prima dell'844 - dopo l'847)
- Frideberto † (prima dell'858 - dopo l'860)
- Adalvino †
- Rodolfo I ? †
- Iringo † (prima dell'892 - dopo l'895)
- Ricuino ? †
- Adalberone I † (menzionato nel 915 circa)
- Rodolfo II † (menzionato nel 917 circa)
- Wicardo II † (menzionato nel 948)
- Landelao † (menzionato nel 961)
- Adalberone II † (prima del 999 - 12 maggio 1025 deceduto)[19]
- Ulrich II † (1025 - dopo aprile 1040 deceduto)
- Bruno ? †
- Theodorich † (1041 - dopo novembre 1053)
- Berengar † (1057 - 1072 deceduto)
- Burchard von Fenis † (1072 - 12 aprile 1106 o 1107 deceduto)
- Rudolf von Homburg † (1107 - 9 novembre 1122 deceduto)
- Berthold von Neuchâtel † (prima del 23 gennaio 1123 - 1133 dimesso)
- Heinrich † (menzionato nel 1133)
- Adalbert von Froburg † (11 gennaio 1135 consacrato - 1137 deceduto)
- Ortlieb von Froburg † (1138 - 18 agosto 1164 deceduto)
- Ludwig Garewart † (prima di ottobre 1164 - 1179 deposto)
- Hugo von Hasenburg † (prima di aprile 1180 - 15 maggio 1180 deceduto)
- Heinrich von Horburg † (1180 - 26 settembre 1191 deceduto)
- Lüthold von Aarburg † (14 aprile 1192 - 16 gennaio 1213 deceduto)
- Walther von Rotheln † (settembre 1213 - 1215 deposto)
- Heinrich von Thun † (21 gennaio 1216 - 17 febbraio 1238 deceduto)
- Lüthold von Rotheln † (22 agosto 1238 - 16 gennaio 1249 deceduto)
- Berthold von Pfirt † (1º luglio 1250 - 8 dicembre 1262 deceduto)
- Heinrich von Neuenburg-Erguel † (dicembre 1262 - 15 settembre 1274 deceduto)
- Heinrich Knoderer, O.F.M. † (9 ottobre 1275 - 15 maggio 1286 nominato arcivescovo di Magonza)
- Peter Reich von Reichenstein † (15 maggio 1286 - 3 settembre 1296 deceduto)
- Peter von Aspelt † (31 marzo 1297 - 10 novembre 1306 nominato arcivescovo di Magonza)
- Eudes de Granson † (3 novembre 1306 - 1309 deceduto)
- Gerhard von Wippingen † (30 luglio 1309 - 17 marzo 1325 deceduto)
  - Hartmann Munch † (1325 - 1332 deceduto) (antivescovo)
- Jean Arley † (25 aprile 1325 - 6 aprile 1328 nominato vescovo di Langres)
  - Jean Arley † (6 aprile 1328 - 23 maggio 1335 deceduto) (amministratore apostolico)
- Johann von Munsingen † (24 aprile 1336 - 30 giugno 1365 deceduto)
- Jean de Vienne † (13 agosto 1365 - 7 ottobre 1382 deceduto)
- Imer von Ramstein † (dopo marzo 1383 - 1391 dimesso)
- Friedrich von Blankenheim † (13 ottobre 1391 - 7 luglio 1393 nominato vescovo di Utrecht)
- Willem van Coudenberghes † (19 agosto 1393 - 1395 dimesso)
  - Konrad Munch von Landskron † (1393 - 1395) (antivescovo)
  - Diboldus von Neuenburg † (1395 - 1399 dimesso) (amministratore apostolico)
- Humbrecht von Neuenburg † (14 giugno 1399 - 1418 deceduto)
- Hartmann von Munchenstein † (2 settembre 1418 - 1423 dimesso)
- Johann von Fleckenstein † (8 gennaio 1423 - 20 dicembre 1436 deceduto)
- Friedrich von der Pfalz † (4 febbraio 1437 - 5 gennaio 1451 deceduto)
- Arnold von Rotberg † (22 marzo 1451 - 7 maggio 1458 deceduto)
- Johann von Venningen † (21 luglio 1458 - 22 dicembre 1478 deceduto)
- Caspar von Mühlhausen † (5 marzo 1479 - 8 novembre 1502 deceduto)
- Christoph von Utenheim † (8 marzo 1503 - 16 marzo 1527 deceduto)
- Philipp von Gundelsheim † (31 agosto 1527 - 4 ottobre 1553 deceduto)
- Melchior von Lichtenfels † (4 dicembre 1555 - 17 maggio 1575 deceduto)
- Jakob Christoph Blarer von Wartensee † (4 maggio 1576 - 18 aprile 1608 deceduto)
- Wilhelm Rink von Baldenstein † (4 febbraio 1609 - 23 ottobre 1628 deceduto)
- Johann Heinrich von Ostheim † (20 agosto 1629 - 26 novembre 1646 deceduto)
- Beatus Albrecht von Ramstein † (20 agosto 1650 - 25 agosto 1651 deceduto)
- Johann Franz von Schonau-Zell † (3 marzo 1653 - 30 novembre 1656 deceduto)
- Johann Konrad von Roggenbach † (13 gennaio 1659 - 13 luglio 1693 deceduto)
- Wilhelm Jakob Rink von Baldenstein † (13 luglio 1693 succeduto - 4 giugno 1705 deceduto)
- Johann Konrad von Reinach-Hirtzbach † (5 settembre 1705 - 19 marzo 1737 deceduto)
- Jakob Sigismund von Reinach-Steinbrunn † (30 settembre 1737 - 16 dicembre 1743 deceduto)
- Josef Wilhelm Rink von Baldenstein † (13 aprile 1744 - 13 settembre 1762 deceduto)
- Simon Nikolas von Froburg † (21 marzo 1763 - 5 aprile 1775 deceduto)
- Ludwig von Wangen-Geroldseck † (13 novembre 1775 - 11 ottobre 1782 deceduto)
- Sigismund von Roggenbach † (18 luglio 1783 - 9 marzo 1794 deceduto)
- Franz Xaver von Neveu † (12 settembre 1794 - 23 agosto 1828 deceduto)
- Josef Anton Salzmann † (18 maggio 1829 - 23 aprile 1854 deceduto)
- Karl Arnold-Obrist † (16 novembre 1854 - 17 dicembre 1862 deceduto)
- Eugène Lachat, C.PP.S. † (28 settembre 1863 - 18 dicembre 1884 dimesso[20])
- Friedrich Xaver Odo Fiala † (15 maggio 1885 - 24 maggio 1888 deceduto)
- Leonhard Haas † (28 settembre 1888 - 14 maggio 1906 deceduto)
- Jakobus von Stammler † (7 agosto 1906 - 13 aprile 1925 deceduto)
- Joseph Ambühl † (30 giugno 1925 - 17 ottobre 1936 deceduto)
- Franziskus von Streng † (30 novembre 1936 - 3 novembre 1967 ritirato[21])
- Anton Hänggi † (20 dicembre 1967 - 21 giugno 1982 dimesso)
- Otto Wüst † (21 settembre 1982 - 26 ottobre 1993 dimesso)
- Hansjörg Vogel (3 febbraio 1994 - 2 giugno 1995 dimesso)
- Kurt Koch (6 dicembre 1995 - 1º luglio 2010 nominato presidente del Pontificio consiglio per la promozione dell'unità dei cristiani)
- Felix Gmür, dal 23 novembre 2010

## Statistiche
La diocesi nel 2023 su una popolazione di 3.472.500 persone contava 1.013.770 battezzati, corrispondenti al 29,2% del totale.
| anno | popolazione | popolazione | popolazione | presbiteri | presbiteri | presbiteri | presbiteri                | diaconi | religiosi | religiosi | parrocchie |
| anno | battezzati  | totale      | %           | numero     | secolari   | regolari   | battezzati per presbitero | diaconi | uomini    | donne     | parrocchie |
| ---- | ----------- | ----------- | ----------- | ---------- | ---------- | ---------- | ------------------------- | ------- | --------- | --------- | ---------- |
| 1950 | 623.761     | 1.192.483   | 52,3        | 1.075      | 900        | 175        | 580                       |         | 175       | 1.000     | 452        |
| 1959 | 765.000     | 2.250.000   | 34,0        | 993        | 970        | 23         | 770                       |         | 230       | 1.380     | 490        |
| 1966 | 930.000     | 2.400.000   | 38,8        | 1.066      | 966        | 100        | 872                       |         | 300       | 1.400     | 510        |
| 1970 | 1.024.000   | 2.674.000   | 38,3        | 1.303      | 983        | 320        | 785                       |         | 450       | 2.850     | 485        |
| 1980 | 1.163.000   | 2.708.000   | 42,9        | 1.255      | 865        | 390        | 926                       | 8       | 471       | 2.900     | 529        |
| 1990 | 1.100.000   | 2.800.000   | 39,3        | 1.129      | 754        | 375        | 974                       | 33      | 455       | 2.700     | 530        |
| 1999 | 1.120.000   | 3.000.000   | 37,3        | 888        | 597        | 291        | 1.261                     | 68      | 347       | 2.235     | 533        |
| 2000 | 1.120.000   | 3.000.000   | 37,3        | 876        | 585        | 291        | 1.278                     | 68      | 348       | 2.235     | 533        |
| 2001 | 1.120.000   | 3.000.000   | 37,3        | 876        | 585        | 291        | 1.278                     | 68      | 347       | 2.235     | 533        |
| 2002 | 1.115.775   | 2.889.944   | 38,6        | 848        | 557        | 291        | 1.315                     | 66      | 345       | 2.235     | 503        |
| 2003 | 1.115.775   | 2.889.944   | 38,6        | 840        | 549        | 291        | 1.328                     | 66      | 345       | 2.235     | 503        |
| 2004 | 1.000.000   | 2.800.000   | 35,7        | 796        | 540        | 256        | 1.256                     | 85      | 309       | 2.235     | 527        |
| 2006 | 1.070.097   | 3.017.531   | 35,5        | 767        | 492        | 275        | 1.395                     | 93      | 329       | 2.235     | 525        |
| 2012 | 1.094.000   | 3.096.000   | 35,3        | 675        | 434        | 241        | 1.620                     | 117     | 304       | 2.235     | 520        |
| 2015 | 1.123.000   | 3.181.000   | 35,3        | 635        | 419        | 216        | 1.768                     | 108     | 277       | 2.235     | 514        |
| 2018 | 1.044.013   | 3.390.055   | 30,8        | 584        | 387        | 197        | 1.787                     | 117     | 259       | 2.235     | 511        |
| 2020 | 1.033.956   | 3.414.846   | 30,3        | 541        | 366        | 175        | 1.911                     | 116     | 235       | 2.345     | 509        |
| 2022 | 1.010.839   | 3.462.119   | 29,2        | 518        | 354        | 164        | 1.951                     | 112     | 311       | 870       | 483        |
| 2023 | 1.013.770   | 3.472.500   | 29,2        | 499        | 340        | 159        | 2.031                     | 115     | 291       | 868       | 483        |